# Англо-норманн (порода лошадей)
Англо-норма́нн — порода лошадей, помесь тяжелой норманской кобылы и полукровного, главным образом английского, жеребца. Пользовалась популярностью во Франции. Большая лошадь крепкого сложения, годная для разнообразного употребления. Особой однородности англо-норманны не имеют. Некоторые из них очень напоминают английских и служат как рысаки и верховые (ими ремонтировалась часть французской кавалерии), другие представляют хороший сорт упряжных, а некоторые, несмотря на примесь благородной крови, годны лишь для извоза или даже ломовой езды. Масть по преимуществу гнедая — от темно-каракового до светло-золотистого. Порода имела большое значение; лучшие из её представителей составляли большинство случных жеребцов у частных заводчиков Северной Франции, где не было породы лошадей, которая бы не метизировалась англо-норманнами.